# Mauro Jatta
Mauro Jatta (Ruvo di Puglia, 23 novembre 1867 – Ruvo di Puglia, 13 agosto 1918) è stato un batteriologo e chimico italiano.

## Biografia
Figlio di Giovanni e Angela Cappelluti, crebbe a Ruvo di Puglia e compì gli studi classici a Napoli presso il liceo classico Umberto I. Nel 1892 si laureò presso l'Università di Napoli in chimica e nel 1896 divenne assistente volontario del professor Camillo Golgi presso l'Università di Pavia nel laboratorio di istologia normale e patologica. Nel 1899 frequentò l'istituto d'igiene dell'Università di Bonn e nel 1900 ottenne la libera docenza dall'ateneo di Pavia in patologia generale per poi tornare in Germania presso l'istituto di terapia sperimentale di Francoforte. In questo periodo focalizzò i suoi studi sulla genesi della fibrina. Successivamente pubblicò le sue ricerche sull'agglutinazione del batterio del tifo, sui microrganismi del gruppo del batterio Coli e infine una monografia sulla tubercolosi umana e bovina. Nell'agosto del 1901 entrò nei laboratori della Direzione generale della sanità pubblica, diventando poi nel 1912 ispettore generale batteriologo.
(Giovanni Giolitti)
Jatta si appassionò particolarmente all'ambito dell'igiene pubblica e come igienista pratico diresse nel 1911 la campagna anticolerica a Napoli. Attraverso provvedimenti di igiene pubblica generale e di profilassi, riuscì prima a ridurre il manifestarsi dell'epidemia e poi a debellarla, guadagnandosi la medaglia d'oro per benemeriti della salute pubblica. Fu dunque interpellato anche nei territori occupati dal Regio Esercito in Libia a causa del colera e della dissenteria a Tripoli nello stesso anno e nel 1912 presso il trattò di costa libica tra Zuara e Tobruk mentre nel 1913 operò a Tripoli e Bengasi per via della peste bubbonica. Nel 1915 organizzò i soccorsi per il terremoto della Marsica, ottenendo la medaglia di benemerenza. Durante la prima guerra mondiale fu direttore generale dei servizi generali civili in zona di guerra, per il cui servizio fu decorato con la Gran Croce dell'Ordine della Legion d'Onore per volere del Ministero della sanità francese. Si spense il 31 agosto 1918 presso la località Parco del Conte in Ruvo di Puglia a causa di una bronchite.